# Dopolavoro Portuale 1930-1931
Questa voce raccoglie le informazioni riguardanti il Dopolavoro Portuale nelle competizioni ufficiali della stagione 1930-1931.

## Rosa
| N. |                   | Ruolo | Calciatore        |
| -- | ----------------- | ----- | ----------------- |
|    | Italia (bandiera) | D     | Italo Bandini     |
|    | Italia (bandiera) | D     | Giuseppe Biondi   |
|    | Italia (bandiera) | D     | Astarotte Brondi  |
|    | Italia (bandiera) | A     | Mario Ceccherini  |
|    | Italia (bandiera) | A     | Mario Chiti       |
|    | Italia (bandiera) | P     | Fausto De Gregori |
|    | Italia (bandiera) | D     | Ugo Gambogi       |

| N. |                   | Ruolo | Calciatore       |
| -- | ----------------- | ----- | ---------------- |
|    | Italia (bandiera) | C     | Fioravante Lenzi |
|    | Italia (bandiera) | C     | Miniati          |
|    | Italia (bandiera) | A     | Gino Sassetti    |
|    | Italia (bandiera) | A     | Mario Scazzola   |
|    | Italia (bandiera) | C     | Antonio Viviani  |
|    | Italia (bandiera) | D     | Sirio Volpi      |